# Yassine Dridi
Yassine Sheikh Dridi (in arabo ياسين الدريدي‎?; 3 aprile 2003) è un calciatore tunisino, centrocampista del Monastir.

## Carriera

### Club
Cresciuto nel settore giovanile del Club Africain, ha debuttato in prima squadra il 3 giugno 2022 nell'incontro di Coupe de Tunisie vinto ai rigori contro l'Étoile du Sahel. Nel gennaio del 2025 è rimasto svincolato ed ha successivamente firmato un contratto con il Monastir, altro club della prima divisione tunisina.

### Nazionale
L'8 maggio 2023 è stato incluso nella lista dei convocati della nazionale Under-20 tunisina per il campionato mondiale di categoria in Argentina.

## Statistiche

### Presenze e reti nei club
Statistiche aggiornate al 31 maggio 2025.
| Stagione             | Squadra              | Campionato           | Campionato | Campionato | Coppe nazionali | Coppe nazionali | Coppe nazionali | Coppe continentali | Coppe continentali | Coppe continentali | Altre coppe | Altre coppe | Altre coppe | Totale | Totale |
| Stagione             | Squadra              | Comp                 | Pres       | Reti       | Comp            | Pres            | Reti            | Comp               | Pres               | Reti               | Comp        | Pres        | Reti        | Pres   | Reti   |
| -------------------- | -------------------- | -------------------- | ---------- | ---------- | --------------- | --------------- | --------------- | ------------------ | ------------------ | ------------------ | ----------- | ----------- | ----------- | ------ | ------ |
| giu.2022             | Club Africain        | L1                   | 2          | 0          | CT              | 3               | 0               | -                  | -                  | -                  | -           | -           | -           | 5      | 0      |
| 2022-2023            | Club Africain        | L1                   | 15         | 0          | CT              | 0               | 0               | CAF CC             | 2                  | 0                  | -           | -           | -           | 17     | 0      |
| 2023-2024            | Club Africain        | L1                   | 4          | 0          | CT              | 0               | 0               | CAF CC             | 0                  | 0                  | -           | -           | -           | 4      | 0      |
| Totale Club Africain | Totale Club Africain | Totale Club Africain | 21         | 0          |                 | 3               | 0               |                    | 2                  | 0                  |             | -           | -           | 26     | 0      |
| 2024-2025            | Monastir             | L1                   | 5          | 0          | CT              | 3               | 1               | -                  | -                  | -                  | -           | -           | -           | 8      | 1      |
| Totale carriera      | Totale carriera      | Totale carriera      | 26         | 0          |                 | 6               | 1               |                    | 2                  | 0                  |             | -           | -           | 34     | 1      |